# ナジェジジンスカヤ駅
ナジェジジンスカヤ駅（ナジェジジンスカヤえき、ロシア語: Станция Надеждинская）は、ロシア連邦沿海地方ナジェジジンスコエ地区にあるロシア鉄道極東鉄道支社の駅である。シベリア鉄道上の駅で、エレクトリーチカ（近郊列車）と上下1本ずつ特急列車が停車する。

## 歴史
- 1893年 - 開業[1]。
- 1962年 - 当駅からウラジオストク駅までの区間が電化される[2]。
- 1963年 - 当駅からウスリースク駅までの区間が電化される[2]。

## 駅構造
島式ホーム1面2線を有する地上駅。ホームと駅舎間の移動は跨線橋を経由する。3階建ての駅舎があり、払い戻しなどもできる切符売り場（営業時間　8:10～18:30）が設置されている。また、貨物の取り扱いが有り、貨物側線を多く有する。

### のりば
| ホーム | 列車                           | 行先                             | 備考 |
| ------ | ------------------------------ | -------------------------------- | ---- |
| 1      | エレクトリーチカ・特急6007列車 | ウスリースク・バラノフスキー方面 |      |
| 2      | エレクトリーチカ・特急6008列車 | ウラジオストク・ウゴリナヤ方面   |      |

## 隣の駅
ロシア鉄道
シベリア鉄道
エレクトリーチカ（各駅停車）
9237km駅 - ナジェジジンスカヤ駅 - ソフホーズナヤ駅
特急列車(6007・6008列車)
ラズドリノエ駅 - ナジェジジンスカヤ駅 - ウゴリナヤ駅